# Fogyatékosságügyi politika
A fogyatékosságügyi politika az elmúlt évtizedben új szakpolitikaként jelent meg, melynek részben horizontális - tehát más politikákra is érvényes -, részben önálló szakpolitikai elemei vannak.

## Nemzetközi fogyatékosságügyi politika
Nemzetközi dokumentumok
-	Európai Szociális Charta 1961.: elismeri a fogyatékosok jogát a társadalomba való beilleszkedéshez
-	ENSZ Nyilatkozat 1971: a fogyatékosok és a nem fogyatékosok jogegyenlőségét mondja ki, a fogyatékosoknak joguk van az oktatáshoz, foglalkoztatáshoz, egészségügyi ellátáshoz, családi élethez
-	1981 Fogyatékosok Nemzetközi Éve
-	1983-1992  a Fogyatékosok Évtizede
-	1982 ENSZ Világprogram: ajánlásokat tesznek közzé, melyek a fogyatékosok ellátásáról, rehabilitációjáról szólnak
-	1993. ENSZ meghatározta a fogyatékosok esélyegyenlőségének kritériumait, amely az esélyegyenlőségi törvény alapja is 
-	2002. Madridi Nyilatkozat (a fogyatékosokat is megilletik azok a jogok, amik a nem fogyatékosokat; önálló állampolgároknak és fogyasztóknak kell őket tekinteni; nagyobb önállóságot, felelősséget kell biztosítani az őket érintő ügyekben; támogató, hozzáférhető környezet kialakítása)
-       2006. A fogyatékossággal élő személyek jogairól szóló ENSZ egyezmény. A nemzetközi fogyatékosságügyi politika alapdokumentuma a fogyatékossággal élő személyek jogairól szóló ENSZ Egyezmény. Az Egyezményhez és az ahhoz kapcsolódó Fakultatív Jegyzőkönyvhöz Magyarország a világon elsőként csatlakozott. (Az Egyezményt Jamaica hamarabb ratifikálta, de az Egyezményt ÉS a Kiegészítő Jegyzőkönyvet is elsőként hazánk hirdette ki törvényben 2007-ben. Az Egyezmény 20 ország csatlakozását követően 2008. május 4-én lépett hatályba Magyarországon.

## Magyarországon
A magyarországi fogyatékosságügyi politika alapdokumentuma az Országos Fogyatékosügyi Program, melynek megalkotását a fogyatékos személyek jogairól és esélyegyenlőségük biztosításáról szóló 1998. évi XXVI. törvény írja elő.
Az új Országos Fogyatékosügyi Programot az Országgyűlés fogadta el 2006-ban a 10-es számú országgyűlési határozatával.
Az új Országos Fogyatékosügyi Program alapján a kormány is elkészíti saját cselekvési tervét; melyre lásd az új Országos Fogyatékosügyi Program végrehajtásának 2007-2010. évekre vonatkozó középtávú intézkedési tervéről szóló 1062/2007. (VIII. 7.) Korm. határozatot.
Az Országos Fogyatékosügyi Program megismerhető az olvasási nehézséggel küzdők számára "könnyen érthető" formában, a hallássérült emberek számára jelnyelvi változatban, a látássérült emberek számára pedig "braille-írásmóddal".
A fogyatékosságügyi politika alakításában a kormány tanácsadó szerveként az Országos Fogyatékosügyi Tanács vesz részt.

### Országos jelentőségű érdekvédelmi szervezetek
- Autisták Országos Szövetsége
- Értelmi Fogyatékossággal Élők és Segítőik Országos Érdekvédelmi Szövetsége
- Halmozottan Sérültek Szülőszövetsége
- Magyar Vakok és Gyengénlátók Országos Szövetsége
- Mozgáskorlátozottak Egyesületeinek Országos Szövetség
- Siketek és Nagyothallók Országos Szövetsége
- Siket-vakok Országos Egyesülete
- Pszichiátriai Érdekvédelmi Fórum